# Lesy v Mongolsku

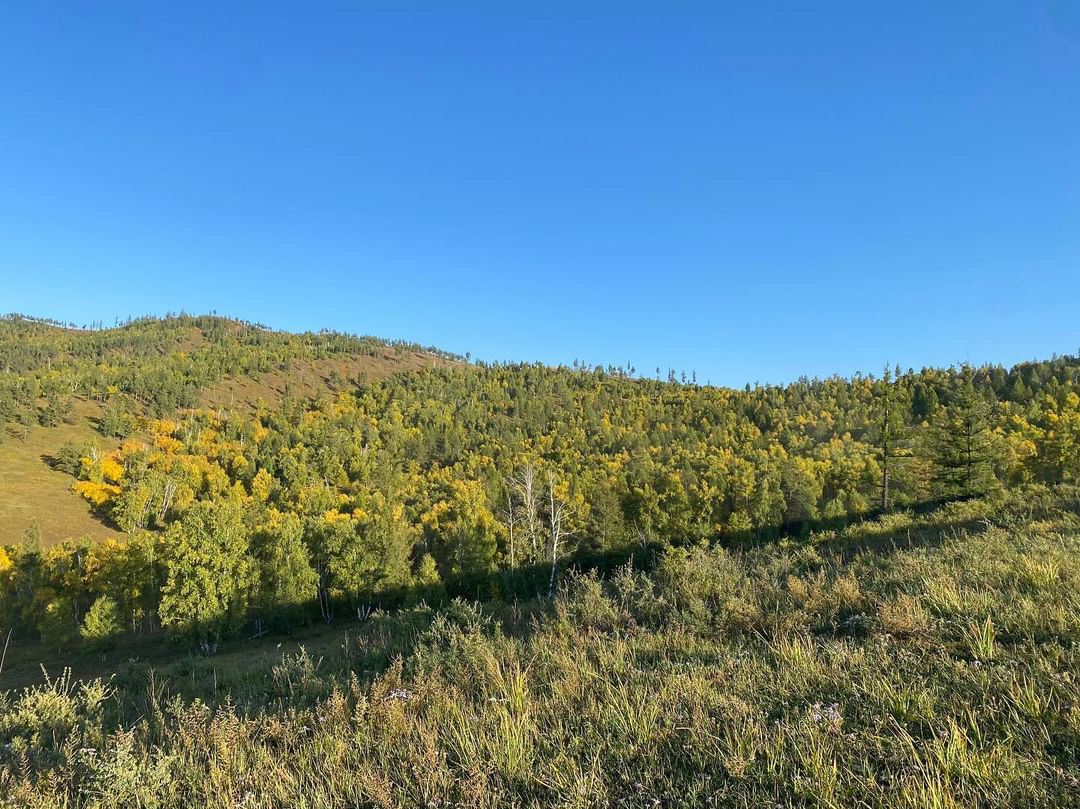
Jehličnatý les v Mongolsku

Lesy pokrývají v Mongolsku 7,85 % plochy země. Téměř 90% z nich tvoří lesy jehličnaté, které jsou soustředěné na severu země, zbytek tvoří lesy saxaulové na jihu. Všechny je spravuje mongolská vláda. V současné době jsou ohroženy změnou klimatu, nekontrolovaným pastevectvím, lesními požáry a nelegálním kácením.

## Správa
Mongolské lesy jsou kompletně pod kontrolou vlády. Zatímco Ministerstvo životního prostředí a klimatické změny dohlíží na jejich celkový vývoj a ochranu, na místní úrovni je spravují ajmagy a somony.
Mongolský zákon dělí lesy na přísně chráněné (84 000 km²), chráněné (79 000 km²) a užitkové (12 000 km²). Rozloha užitkových lesů kvůli reklasifikaci na chráněné či přísně chráněné od roku 1992 klesá.

## Skladba

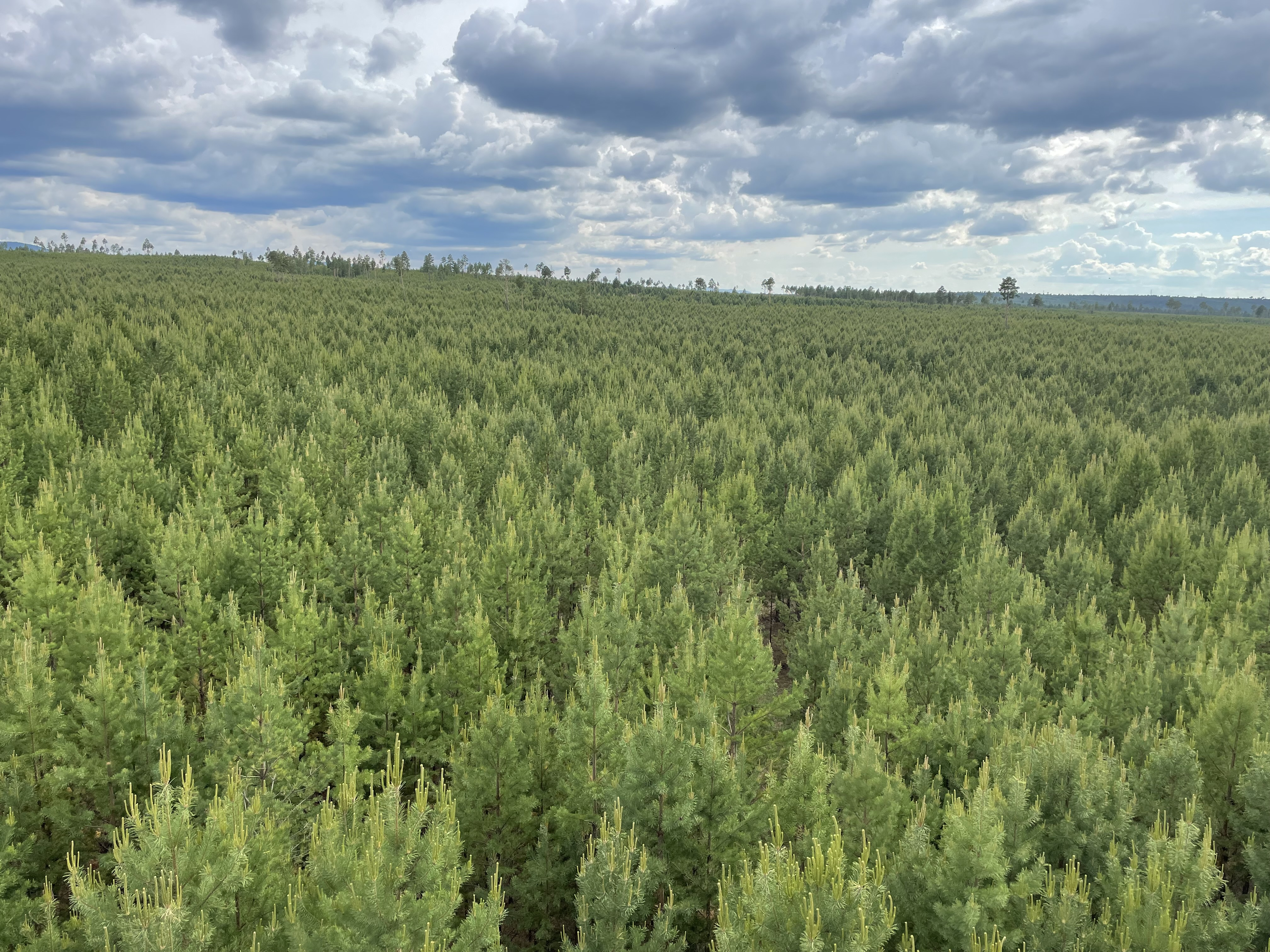
Borový les v Selengském ajmagu

### Typy
Místní lesy lze rozdělit na dva typy - jehličnaté lesy na severu země a na saxaulové lesy na jihu.
Jehličnaté lesy se skládají ze tří biomů - z lesostepi, tajgy a alpínské tundry. Hojně se v nich vyskytují mechy a lišejníky.

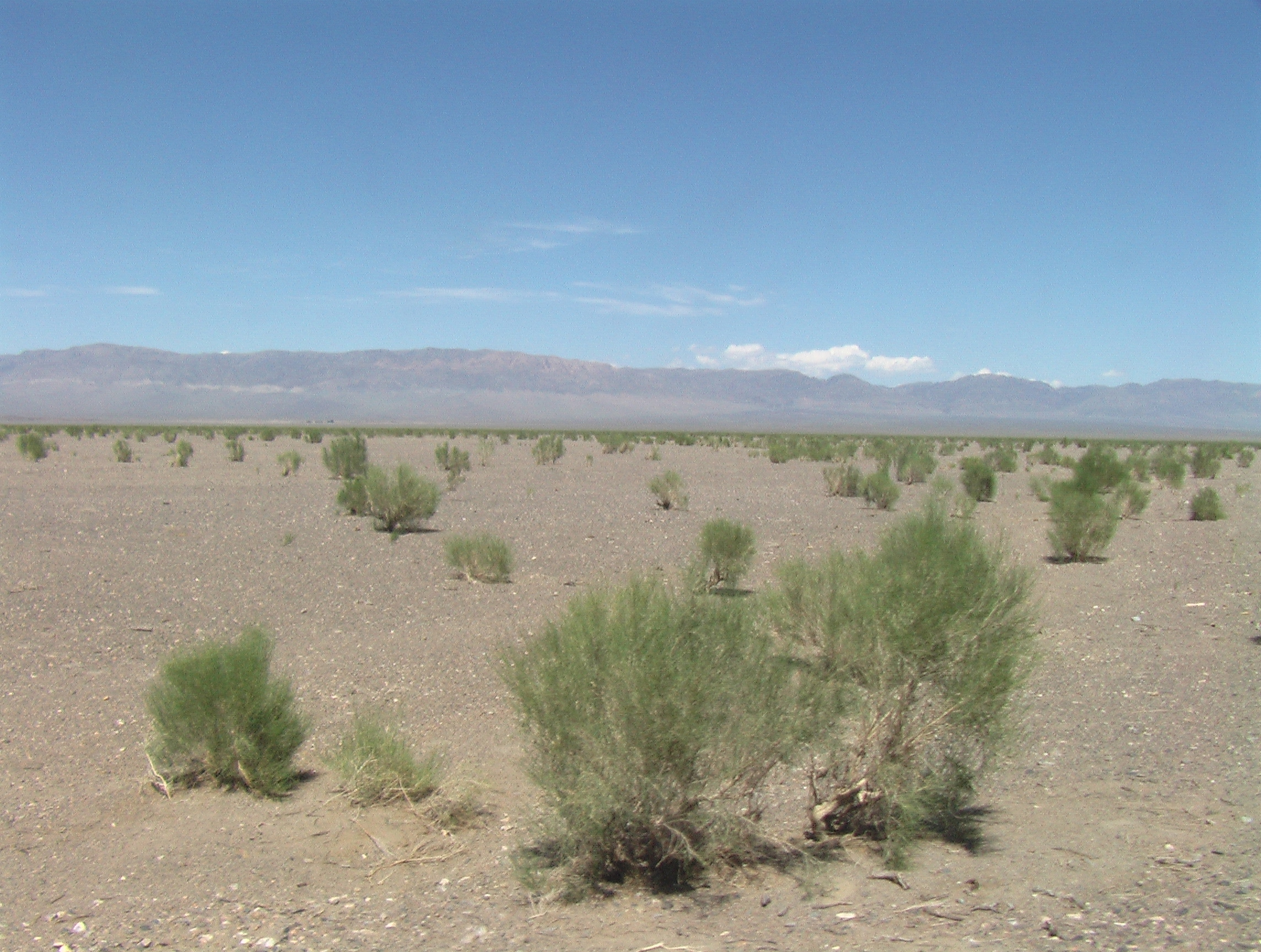
Saxaulový "les" v poušti Gobi

Saxaulové lesy jsou sušší a zahrnují křovinné oblasti. Přestože zaujímají menší plochu než ty jehličnaté a jsou roztroušenější, hrají důležitou roli ve stabilizaci suchých oblastí a prevenci dezertifikace. Převládají v nich saxauly, ale 10% z nich tvoří i tamaryšky.

### Druhy stromů
V Mongolsku roste 140 druhů stromů. Zdaleka nejrozšířenějším druhem je modřín.
| Druh                              | Region země | Region země | Region země |
| Druh                              | Východní    | Centrální   | Západní     |
| --------------------------------- | ----------- | ----------- | ----------- |
| Modřín sibiřský (Larix Sibirica)  | 66 %        | 54 %        | 94 %        |
| Borovice lesní (Pinus Silvestris) | 10 %        | 16 %        |             |
| Borovice limba (Pinus cembra)     | 12 %        | 12 %        | 6 %         |
| Smrk sibiřský (Picea obovata)     |             | 3 %         |             |
| Bříza                             | 12 %        | 13 %        |             |

## Distribuce

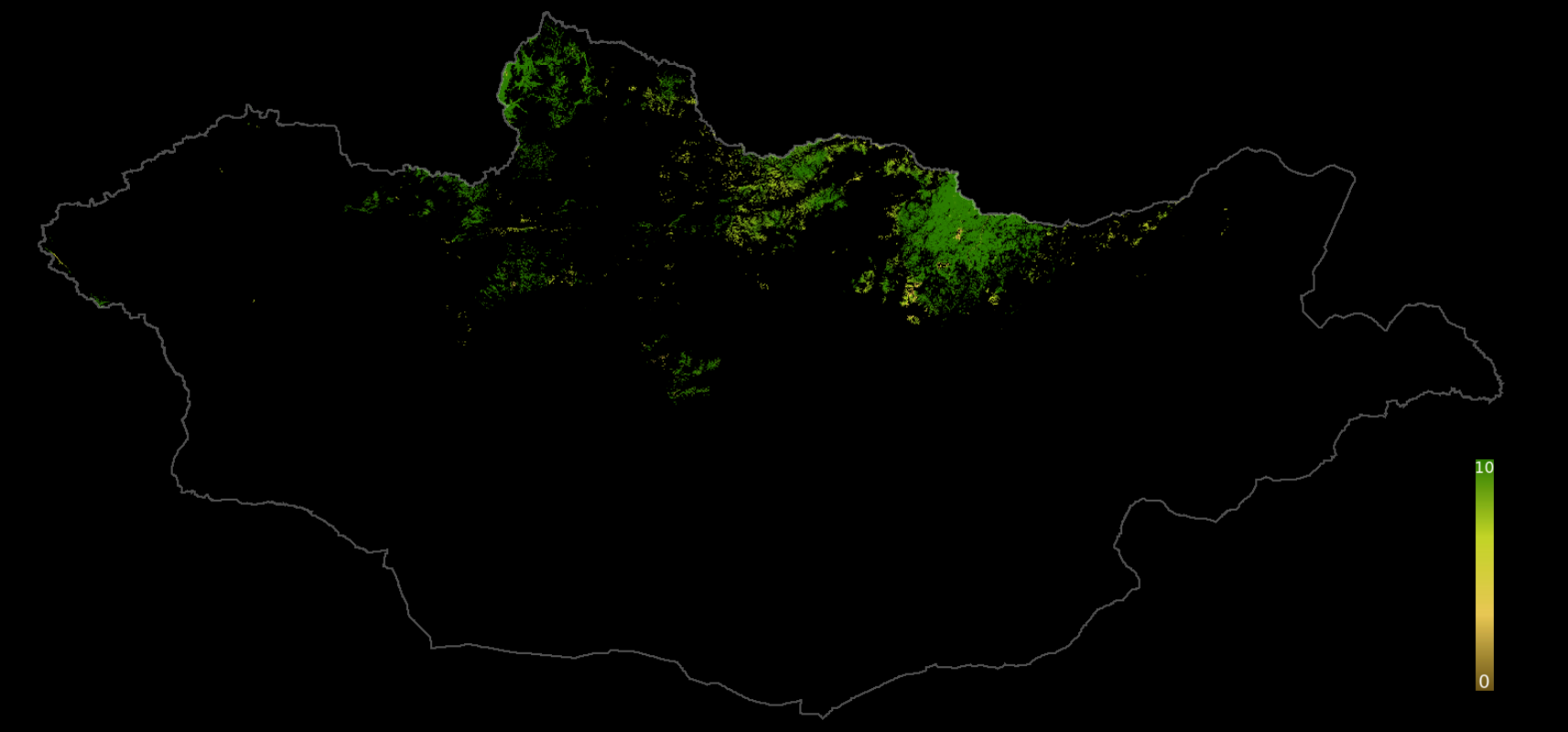
Mapa Indexu integrity lesních krajin

Mongolské lesy jsou soustředěné na severu země. 84,8% jejich rozlohy zaujímají jehličnaté lesy, zbývajících 15,2% ty saxaulové.
Více než 90% jehličnatých lesů se nachází na území sedmi ajmagů - Chövsgölského (29 %), Selengského (16 %), Bulganského (14 %), Chentijského (11 %), Centrálního (10 %), Severochangajského (8,5 %) a Zavchanského (5 %). Saxaulové lesy se rozléhají primárně na území pěti ajmagů - Jihogobijského (46 %), Gobialtajského (27 %), Chovdského (12 %), Bajanchongorského (8 %) a Východogobijského (6 %).

## Biodiverzita
Severní jehličnaté lesy obývá řada kopytníků. Patří mezi ně los evropský, srnec obecný, sob polární a kabar. Místními predátory jsou vlk obecný, medvěd hnědý, rosomák sibiřský a rys ostrovid, typickými představiteli práků puštík vousatý, sýc rousný, tetřev černozobý a hýl křivčí. Žije zde asi 315 druhů hmyzu.

## Průmyslové využití
Lesnictví a dřevozpracující průmysl se v Mongolsku začaly oficiálně rozvíjet od roku 1924. Ve 20. století spadala většina tohoto průmyslu pod mongolskou vládu nebo Radu vzájemné hospodářské pomoci. Lesnictví se rozvíjelo primárně v severní části země, kde se nacházela většina lesů a kde byl snadný přístup do Sovětského svazu. Bylo těžce závislé na importu technologií, chemikálií a nástrojů. V 80. letech 20. století bylo předmětem partnerství se Sovětským svazem, Polskem a Rumunskem. Před rokem 1987 bylo spolu s dřevozprcujícím sektorem pod kontrolou Ministerstva lesnictví a dřevoprůmyslu, poté ho spravovalo Ministerstvo zemědělství a průmyslu.
V 90. letech byly během přechodu na volný trh státní společnosti v tomto průmyslu privatizovány. Velké firmy se rozdělovaly na menší a přestože se v letech 1990 - 1994 počet zaměstnanců v sektoru snížil z 10 000 na méně než 7 000, produktivita se navýšila. Zatímco v roce 1990 zodpovídal za 4,1 % ekonomiky, k roku 2010 to bylo jen 0,26 %. K roku 2005 činily importy dřeva 4,937 milionů dolarů a exporty 1,0995 milionů. V roce 2010 se v zemi nacházelo 678 lesnických a dřevozpracujících firem, přičemž 89 z nich bylo těžebních.
Roku 2001 byla k revitalizaci lesnictví a dřevozpracujícího průmyslu založena Národní lesní rada.
Centra sektoru se nachází poblíž Ulánbátaru a v Selengském ajmagu. Hlavními produkty dřevozpracujícího průmyslu jsou nástroje, stavební materiály a nábytek.

## Deforestace

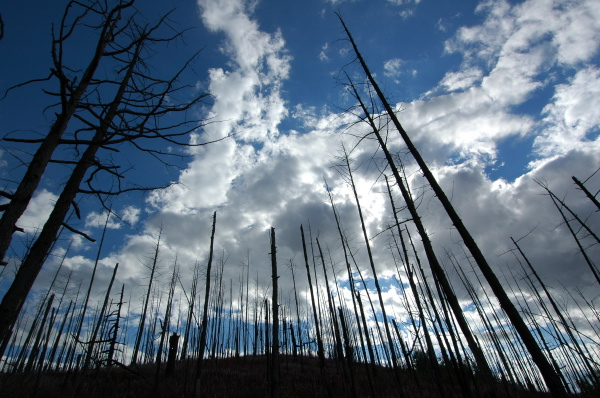
Požárem zničený mongolský les

Každoročně je v zemi kvůli požárům, neudržitelnému sběru palivového dřeva, těžbě a nezákonnému kácení stromů znehodnoceno přes 600 km² lesů. Podle Světové banky ztratilo Mongolsko v letech 1950 - 1989 16 000 km² lesů, v letech 1990 - 2000 dalších 6 600 km². Od roku 2000 ubylo 35 000 km². Lesy jsou ovlivňovány také globální změnou klimatu, v jehož důsledku se do roku 2050 očekává snížení plochy lesních stepí až o 10 %. Snížené srážky navyšují riziko lesních požárů. Degradaci čelí celkem 40 % mongolských lesů.
Saxaulové lesy jsou také ohroženy, a to písečnými bouřemi a kočovnými obyvateli, kteří jsou během zimy nuceni využívat místní stromy jako zdroje palivového dříví. Úbytek saxaulů písečné bouře a dezertifikaci jen zhoršuje.
Nelegální kácení má každý rok na svědomí 1 milion m³ dřeva, 36 % - 80 % z celoroční produkce země. Obecně existují tři hlavní důvody, proč je tak rozšířené - zlepšení vlastních životních podmínek, zajištění základních potřeb a komerční prodej. Zodpovědné osoby využívají řady různých taktik, od zneužívání povolení ke kácení vydaných v rámci údržby protipožárních pruhů po podplácení prodejců dřeva a pil. V nedávných letech ve snaze toto číslo snížit odstranila mongolská vláda cla uvalena na některé druhy dřeva.

## Ochrana
90 % lesů v zemi je sice chráněno mongolskou vládou, ale kvůli omezeným zdrojům jsou podmínky ve většině chráněných oblastech nedostatečné.
I přes nepříznivé klimatické podmínky se zemi daří její lesy obnovovat. K roku 2010 bylo každoročně vládou i soukromými společnostmi vysázeno 6 - 8 km². V roce 2005 schválila vláda program Zelená zeď (Green Wall), jehož cílem je na jihu země vysázet pruh stromů o délce 2500 km a šířce 600 metrů (tedy 5000 km²). Roku 2010 vydal mongolský prezident dekret, díky kterému vznikl Národní den sázení stromů. Ten je konán každoročně v druhou neděli celého týdne v květnu a říjnu.
Nově vysázené stromy mají v Mongolsku obvykle míru přežití 30 - 65 %, k čemuž přispívají nepříznivé podmínky a nekontrolované pastevectví.